# Mount Sterling (Wisconsin)
Mount Sterling és una població dels Estats Units a l'estat de Wisconsin. Segons el cens del 2000 tenia 215 habitants.

## Demografia
Segons el cens del 2000, Mount Sterling tenia 215 habitants, 89 habitatges, i 59 famílies. La densitat de població era de 58,5 habitants per km².
Dels 89 habitatges en un 30,3% hi vivien nens de menys de 18 anys, en un 51,7% hi vivien parelles casades, en un 10,1% dones solteres, i en un 33,7% no eren unitats familiars. En el 32,6% dels habitatges hi vivien persones soles el 25,8% de les quals corresponia a persones de 65 anys o més que vivien soles. El nombre mitjà de persones vivint en cada habitatge era de 2,42 i el nombre mitjà de persones que vivien en cada família era de 3,05.
Per edats la població es repartia de la següent manera: un 26% tenia menys de 18 anys, un 3,7% entre 18 i 24, un 25,1% entre 25 i 44, un 19,1% de 45 a 60 i un 26% 65 anys o més.
L'edat mediana era de 44 anys. Per cada 100 dones de 18 o més anys hi havia 98,8 homes.
La renda mediana per habitatge era de 29.375 $ i la renda mediana per família de 40.000 $. Els homes tenien una renda mediana de 27.917 $ mentre que les dones 18.125 $. La renda per capita de la població era de 13.891 $. Aproximadament el 8% de les famílies i l'11,1% de la població estaven per davall del llindar de pobresa.

## Poblacions més properes
El següent diagrama mostra les poblacions més properes.